# India de Beaufort

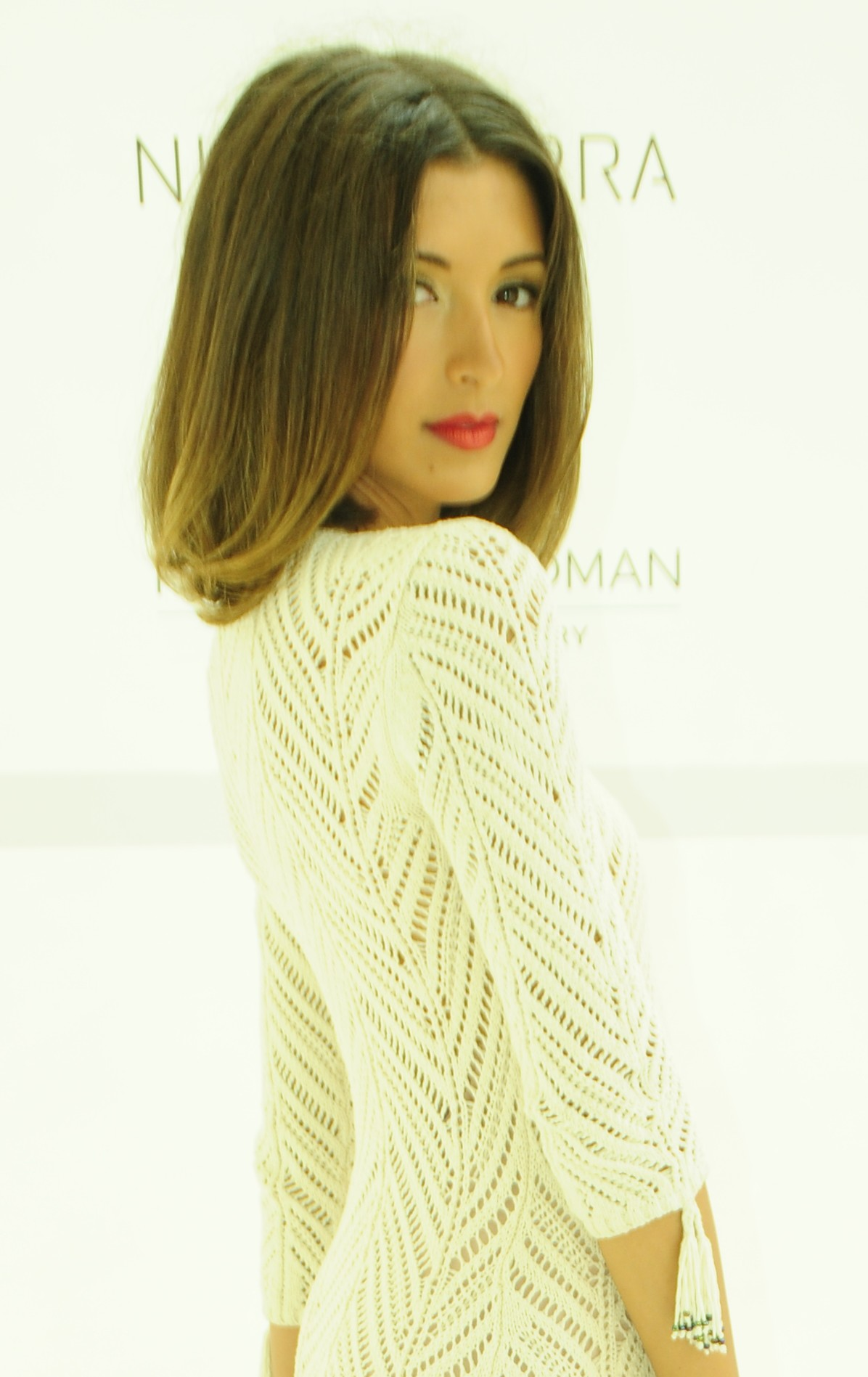
India de Beaufort

India de Beaufort (* 27. Juni 1987 in Kingston upon Thames, Surrey als India Beaufort Lloyd) ist eine britische Schauspielerin.

## Leben und Karriere
India de Beaufort wurde als eines von zwei Kindern von Nick Lloyd und Karen de Beaufort, die beide ebenfalls als Tänzer in der Unterhaltungsbranche aktiv waren, im englischen Kingston upon Thames geboren. Ihr Großvater stammte ursprünglich aus Kalkutta in Indien. De Beaufort besuchte später das Esher College in Surrey.
Seit 1996 ist sie als Schauspielerin aktiv. Ihren ersten Schauspieleinsatz hatte sie in einer Episode der Serie Next of Kin. Daraufhin übernahm sie eine wiederkehrende Rolle in Die Basil Brush Show. 2006 war sie als Maya Goshtashdidar im Film Run, Fatboy, Run zu sehen. In Interviews wird sie häufig zitiert, wonach dieses Engagement zur Folge hatte sich der Schauspielerei zu widmen und diese einer Gesangskarriere vorzuziehen.  Von 2009 bis 2012 spielte sie die Rolle der Miranda Stone in der Serie One Tree Hill.
2012 war sie in der Serie Jane by Design in der Rolle der India Jordain zu sehen und spielt seitdem regelmäßig in amerikanischen Film- und Fernsehproduktionen mit, darunter How I Met Your Mother, Chicago P.D., Castle, The Night Shift, Younger, 2 Broke Girls, Navy CIS: L.A. oder Modern Family. Zwischen 2014 und 2017 lieh sie der Figur des Clover aus der Serie King Julien ihre Stimme. Seit 2017 war sie in der HBO-Serie Veep – Die Vizepräsidentin als Moderatorin Brie Ramachandran zu sehen. Noch im selben Jahr folgte eine Hauptrolle als Kristin Allen in der Serie Kevin (Probably) Saves the World.
De Beaufort ist mit dem Schauspieler Todd Grinnell verheiratet. Im Mai 2018 wurden sie Eltern eines Sohnes.

## Filmografie (Auswahl)
- 1996: Next to Kin (Fernsehserie, Episode 2x07)
- 2003–2005: Die Basil Brush Show (The Basil Brush Show, Fernsehserie, 21 Episoden)
- 2007: Run, Fatboy, Run
- 2009: Kröd Mändoon and the Flaming Sword of Fire (Fernsehserie, 6 Episoden)
- 2009–2010: One Tree Hill (Fernsehserie, 12 Episoden)
- 2011: Chuck (Fernsehserie, Episode 4x22)
- 2012: Jane by Design (Fernsehserie, 17 Episoden)
- 2013: Dr. Dani Santino – Spiel des Lebens (Necessary Roughness, Fernsehserie, 3 Episoden)
- 2013: How I Met Your Mother (Fernsehserie, Episode 9x06)
- 2014: Chicago P.D. (Fernsehserie, 3 Episoden)
- 2014–2017: King Julien (Fernsehserie, 65 Episoden, Stimme)
- 2015: Castle (Fernsehserie, Episode 7x13)
- 2015: The Night Shift (Fernsehserie, Episode 2x14)
- 2015: The Better Half
- 2015: Blood & Oil (Fernsehserie, 10 Episoden)
- 2016: Younger (Fernsehserie, 4 Episoden)
- 2016: 2 Broke Girls (Fernsehserie, Episode 6x10)
- 2016–2019: Navy CIS: L.A. (Fernsehserie, 4 Episoden)
- 2017–2018: Kevin (Probably) Saves the World (Fernsehserie, 16 Episoden)
- 2017–2019: Veep – Die Vizepräsidentin (Veep, Fernsehserie, 6 Episoden)
- 2019: Modern Family (Fernsehserie, Episode 10x11)
- 2019–2020: One Day at a Time (Fernsehserie, 7 Episoden)
- 2020: Zoey's Extraordinary Playlist (Fernsehserie, 5 Episoden)
- 2020–2022: Das ist Pony! (Fernsehserie, Stimme)
- 2021: Fast & Furious Spy Racers (Fernsehserie, 7 Episoden, Stimme)
- 2022: Kimi
- 2022: Schlummerland (Slumberland)
- 2022: Immer für dich da (Firefly Lane, Fernsehserie, 5 Episoden)
- 2023–2024: Night Court (Fernsehserie, 29 Episoden)
- seit 2024: Max und die Halbritter (Max and the Midknights, Stimme)